# Wiro Mahieu
Wiro Mahieu (* 1964 in Nijmegen) ist ein niederländischer Jazzmusiker (Kontrabass, E-Bass, Komposition).

## Leben und Wirken
Mahieu, zunächst ein Fan von Queen, spielt seit seinem dreizehnten Lebensjahr Bassgitarre, ab dem siebzehnten Lebensjahr vorrangig Kontrabass. Er erhielt Unterricht im Huis voor de Kunsten De Lindenberg; ab 1990 studierte er am ArtEZ Conservatorium in Arnhem, wo ihn auch Eddie Gomez, Miroslav Vitouš und Ray Brown unterrichteten.  Als Bassist ist er stark von Eddie Gomez und Scott LaFaro beeinflusst.
Mahieu gehörte zwischen 1989 und 1992 zur Gruppe von Luluk Purwanto und René van Helsdingen, mit der er europaweit tourte und erste Aufnahmen entstanden. Zwischen 1992 und 1997 spielte im Waterland Sextet von Loek Dikker; außerdem war er von 1993 bis 1998 Mitglied in der Gruppe Vandoorn, mit der das Album The Question Is Me mit Kenny Wheeler entstand. Ab 1996 spielte bei Rob van den Broeck; er arbeitete im Trio von Eric Vloeimans (1997–2000) und in der Gruppe von Jeroen Pek (1997–2006). Außerdem gründete er mit dem Low Motion Trio sein eigenes Trio, mit dem er beim North Sea Jazz Festival auftrat und mit Charlie Mariano auf Tournee war. Er hat auch mit Willem Hellbreker (2000–2007), Masha Bijlsma (2002–2004) und Amina Figarova (2001–2007) zusammengearbeitet.
Mahieu spielte auch mit Martin Fondse, Nils Wogram, Michiel Borstlap, Guus Tangelder, Colette Wickenhagen, Angelo Verploegen, Oene van Geel, Ernst Reijseger, Gijs Hendriks, Rinus Groeneveld, Denise Jannah, Eef Albers und Clous van Mechelen. Seit 2004 war er Teil des Quintetts von Paul van Kemenade (A Kind of…), der Gruppe Two Horns and a Bass und des Quartetts von Ad Colen. Seit 2020 arbeitet er als Mitglied des Three Generations Trio von Pierre Courbois, das mit Jasper van’t Hof im Bimhuis auftrat.
Zwischen 2004 und 2012 war Mahieu Mitorganisator des Nimwegener Jazzfestivals East of Eastern.

## Preise und Auszeichnungen
Mahieu erhielt 1988 den Solistenpreis beim NOS-Meervaart-Jazz concours in Amsterdam.

## Diskographische Hinweise
- Rob van den Broeck, Wiro Mahieu Departures (Greenhouse Music 1997)
- Rob van den Broeck and Friends Halloween Time (VIA Records 1999, mit Gerd Dudek, Tony Levin)
- Jeroen Pek Quartet with Rob van den Broeck, Wiro Mahieu, Onno Witte Uplands (Munich Records 2004)
- Reinke, Witte, Mathieu Waiting for the Bora (Timeless Records 2009, mit Bernhard Reinke, Onno Witte)

Low Motion Trio:
- Song (VIA Records 1998, mit Jeroen van Vliet, Pieter Bast)
- Pays-Bas (VIA Records 2000, mit Jeroen van Vliet, Pieter Bast sowie Charlie Mariano)
- A Day Ago (2015, mit Philipp Frenzel, Yonga Sun)